# NGC 1199

NGC 1199

NGC 1199 هي مجرة، تتبع كوكبة النهر. اكتشفها ويليام هيرشل في 30 ديسمبر 1785.

## روابط خارجية
- NGC 1199 على موقع ويكي سكاي: DSS2, SDSS, GALEX, IRAS, Hydrogen α, X-Ray, Astrophoto, Sky Map, Articles and images